# 柳林齊 (卡利尼夫卡區)
49°37′39″N 28°27′30″E / 49.62750°N 28.45833°E
柳林齊（烏克蘭語：Люлинці），是烏克蘭的村落，位於該國西南部文尼察州，由赫米利尼克區負責管轄，始建於1782年，面積1.25平方公里，海拔高度263米，2001年人口580。